# Combaillaux
Combaillaux település Franciaországban, Hérault megyében. Lakosainak száma 1961 fő (2022. január 1.). Combaillaux Grabels, Murles, Saint-Gély-du-Fesc és Vailhauquès községekkel határos.

## Népesség
A település népességének változása:
| Lakosok száma | 194  | 446  | 954  | 1427 | 1455 | 1453 | 1487 | 1742 | 1869 | 1961 |
|               | 1968 | 1982 | 1990 | 2006 | 2013 | 2015 | 2017 | 2019 | 2020 | 2022 |